# 黑林山区圣格奥尔根
黑林山區聖格奧爾根是德国巴登-符腾堡州的一个市镇。总面积59.85平方公里，总人口12971人，其中男性6404人，女性6567人（2011年12月31日），人口密度217人/平方公里。

## 友好城市
- 法國 圣拉斐尔 (瓦尔省)